# ماساهيرو إيشي
ماساهيرو إيشي هو سياسي ياباني، ولد في 29 نوفمبر 1945 في أوكاياما في اليابان. حزبياً، نشط في الحزب الليبرالي الديمقراطي الياباني. وقد انتخب عضو مجلس المستشارين عن دائرة Okayama at-large district ‏ وقد انضم خلال فترته النيابية  للكتلة البرلمانية الحزب الليبرالي الديمقراطي الياباني.